# Xã Chester, Quận Otsego, Michigan
Xã Chester (tiếng Anh: Chester Township) là một xã thuộc quận Otsego, tiểu bang Michigan, Hoa Kỳ. Năm 2010, dân số của xã này là 1.292 người.